# Palaeochrysophanus
Palaeochrysophanus är ett släkte av fjärilar. Palaeochrysophanus ingår i familjen juvelvingar.

## Dottertaxa tillPalaeochrysophanus, i alfabetisk ordning[1]
- Palaeochrysophanus amurensis
- Palaeochrysophanus argenteola
- Palaeochrysophanus asyun
- Palaeochrysophanus aurata
- Palaeochrysophanus bernardii
- Palaeochrysophanus candens
- Palaeochrysophanus candissima
- Palaeochrysophanus cisalpina
- Palaeochrysophanus confluens
- Palaeochrysophanus cyanographa
- Palaeochrysophanus decurtata
- Palaeochrysophanus delunata
- Palaeochrysophanus denigrata
- Palaeochrysophanus dido
- Palaeochrysophanus engadiniana
- Palaeochrysophanus euridice
- Palaeochrysophanus eurybia
- Palaeochrysophanus eurybina
- Palaeochrysophanus eurydame
- Palaeochrysophanus expallidata
- Palaeochrysophanus flavescens
- Palaeochrysophanus groningana
- Palaeochrysophanus hippothoe
- Palaeochrysophanus infragrisea
- Palaeochrysophanus italica
- Palaeochrysophanus leonhardi
- Palaeochrysophanus memphis
- Palaeochrysophanus mirus
- Palaeochrysophanus mirusnigra
- Palaeochrysophanus obscura
- Palaeochrysophanus ornata
- Palaeochrysophanus ornatissima
- Palaeochrysophanus paraeurydice
- Palaeochrysophanus parrai
- Palaeochrysophanus parvipuncta
- Palaeochrysophanus pfeifferi
- Palaeochrysophanus sajana
- Palaeochrysophanus semiobscurior
- Palaeochrysophanus sesquiviola
- Palaeochrysophanus sisterii
- Palaeochrysophanus spadona
- Palaeochrysophanus stiberi
- Palaeochrysophanus stieberioides
- Palaeochrysophanus sumadiensis
- Palaeochrysophanus testacea
- Palaeochrysophanus valderiana
- Palaeochrysophanus wallentini
- Palaeochrysophanus violacea
- Palaeochrysophanus xenophon